# Desa Sukamukti (administrativ by i Indonesien, lat -6,66, long 107,28)
Desa Sukamukti är en administrativ by i Indonesien.   Den ligger i provinsen Jawa Barat, i den västra delen av landet, 70 km sydost om huvudstaden Jakarta. Desa Sukamukti ligger vid sjön Waduk Jatiluhur.